# 久保昌三
久保 昌三（くぼ まさみ、1943年1月1日 - ）は、日本の実業家。上組代表取締役会長、日本港運協会会長、海事振興連盟副会長。兵庫県倉庫協会理事、兵庫県防衛協会理事、神戸商工会議所常議員。神戸港開港150年記念事業実行委員会 名誉顧問。

## 人物
神戸市出身、東京都在住。1962年（昭和37年）大阪福島商業高校（履正社高等学校）卒業。1963年上組入社、1995年取締役、1997年常務、1999年専務。2004年6月29日、代表取締役社長に就任。2009年6月10日、日本港運協会会長に就任。日本港運振興株式会社代表取締役社長、 青海流通センター株式会社代表取締役会長、株式会社ワールド流通センター代表取締役会長に就任。2010年株式会社神戸港国際流通センター代表取締役会長に就任。2012年4月1日、代表取締役会長・経営責任者・取締役会議長に就任。

## 受章
2015年 - 11月3日、旭日重光章を受章。

## 論文
- 『Top Interview 久保昌三 上組社長--斬新な発想で新サービスを提案できる企業に 』[7][8]Cargo : monthly logistics magazine / 海事プレス社 [編]